# Biblioteca universitaria di Edimburgo

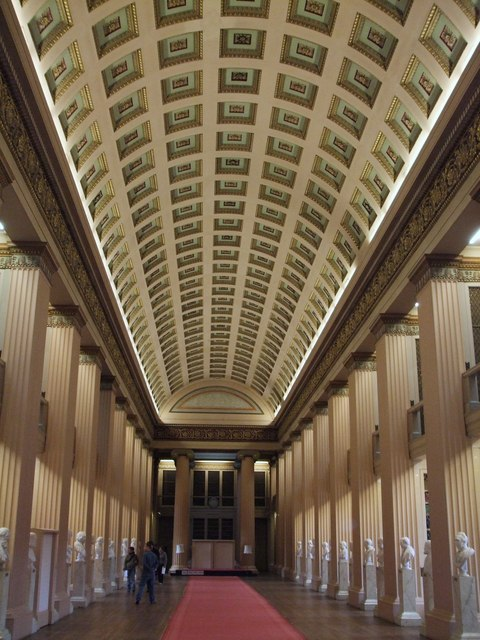
Biblioteca di Playfair

La Biblioteca universitaria di Edimburgo (in inglese: Edinburgh University Library) è una delle biblioteche più importanti della Scozia.
La biblioteca fu trasferita nel 1827 dalla sede originale di William Playfair all'edificio Old College. Le collezioni, in seguito, furono ulteriormente spostate e ricollocate all'ottavo piano dell'attuale sede a George Square, appositamente progettata e costruita.

## Storia
L'università fu fondata per regio decreto da re Giacomo VI nel 1582 e inaugurata nel 1583, ma la biblioteca esisteva già da tre anni. La collezione iniziale era costituita da un lascito di 276 libri di teologia di Clemente Littill, un avvocato che aveva lasciato la sua collezione alla città nel 1580. Fino al 1708 il corpo docente era composto da quattro reggenti e il preside: ogni classe apprendeva durante l'anno l'intero curriculum delle arti della logica, metafisica, etica e fisica, la quale includeva elementi di matematica e astronomia. Fino alla metà del XVII secolo, quando ormai la biblioteca aveva superato i 2.400 volumi elencati nel catalogo di Robert Lumsden del 1637, l'insegnamento tendeva ad essere incentrato sui commentari di Aristotele.

## Collezioni
Il Dipartimento Collezioni Speciali possiede circa 200.000 volumi che comprendono tutti i rami del sapere. Sono presenti 1.200 incunaboli, circa 9.000 libri stampati del XVI secolo, 35.000 dei secoli XVII e XVIII, e 60.000 del XIX secolo. Una parte importante di questa collezione è costituita da trattati sulla riforma protestante.
Tra le tante collezioni della biblioteca due erano precedentemente in possesso dello studioso shakespeariano del XIX secolo James Halliwell-Phillipps. La prima collezione è stata acquisita dalla biblioteca tra il 1872 e il 1889, la quale includeva una raccolta shakespeariana. La seconda collezione è stata acquisita nel 1964 presso Sotheby 's.

## Main Library

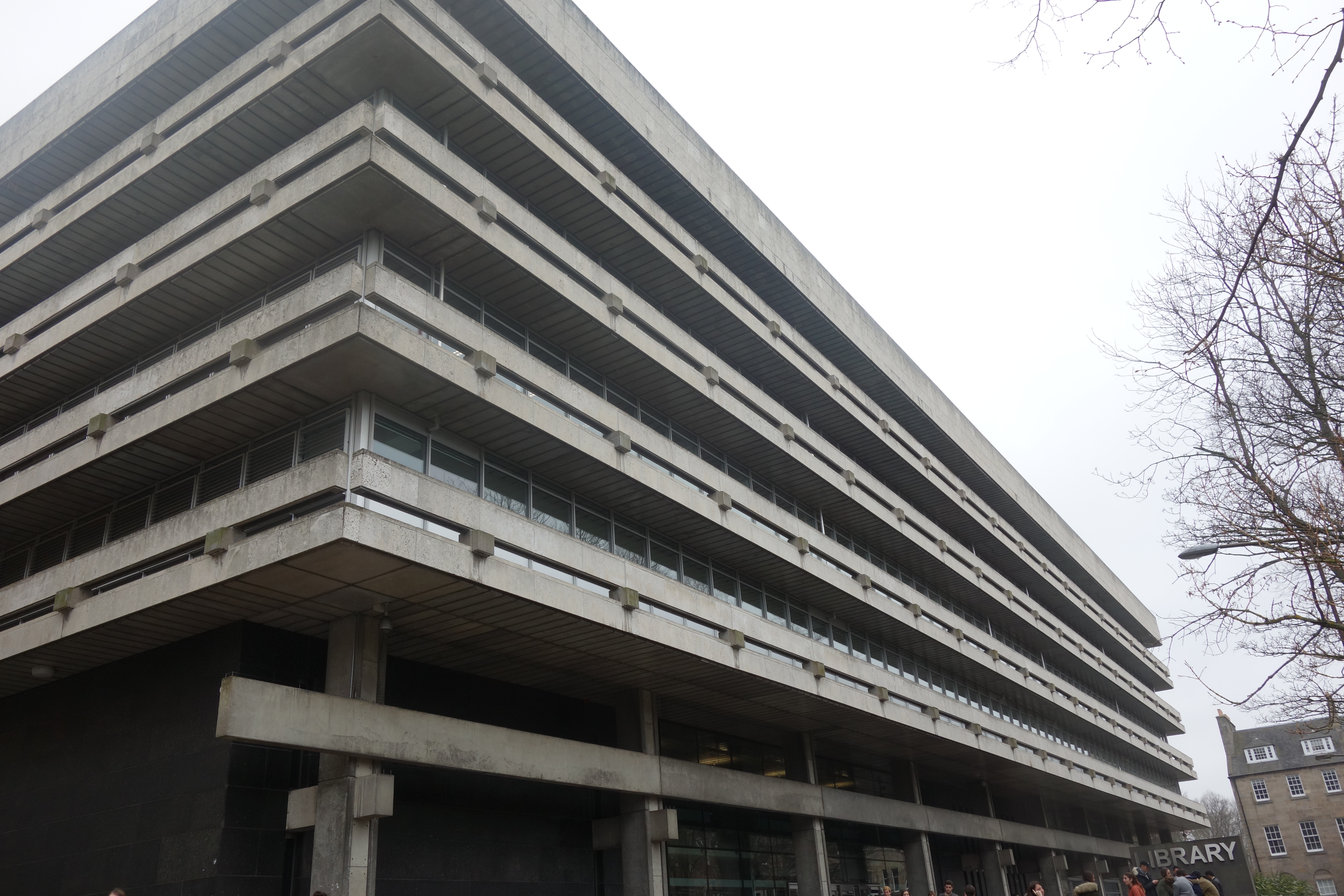
Main Library (George Square)

La Main Library si trova all'angolo sud-ovest di George Square, scelto perché era la parte più tranquilla della piazza. Inaugurato nel 1967, l'edificio di otto piani è stato progettato da Sir Basil Spence. L'esterno della biblioteca è volutamente progettato per apparire come una libreria; l'architettura presenta elementi brutalisti ma anche chiare influenze orientali. Le colonne esterne sul lato nord hanno una funzione di supporto ma senza peso, secondo il principio che l'architettura deve essere veritiera e che la forma deve seguire la funzione. All'apertura, era la più grande biblioteca universitaria nel Regno Unito, dal momento che ogni piano misura un acro (circa 4000 metri quadrati).